# Hypsiglena unaocularus
Espèce
Synonymes
- Hypsiglena ochrorhyncha unaocularus Tanner, 1944
- Hypsiglena torquata unaocularus Tanner, 1944

Hypsiglena unaocularus est une espèce de serpents de la famille des Dipsadidae.

## Répartition

Distribution

Cette espèce est endémique de l'île Clarion dans les îles Revillagigedo au Colima au Mexique.

## Habitat
Hypsiglena unaocularus vit sur la lave noire.

## Description
C'est un serpent ovipare.

## Historique
Hypsiglena unaocularus a été décrite par Wilmer Webster Tanner en 1944 à partir d'un seul spécimen recueillies par William Beebe en 1936. Pendant les décennies suivantes, les scientifiques ont été incapables de détecter toute trace du serpent durant leurs études sur le terrain. Après une recherche intensive en 2013, une équipe de scientifiques a identifié onze serpents qui correspondaient à la description originale de l'espèce. Ils ont mené une série de tests ADN pour confirmer que Hypsiglena unaocularus, autrefois considéré comme un sous-espèce de Hypsiglena ochrorhyncha puis de Hypsiglena torquata, est génétiquement distincte des serpents du continent et devrait être reconnu comme une espèce à part entière,,.
Bien que jamais officiellement déclarée éteinte, cette espèce est restée absente de la littérature scientifique en raison de deux facteurs principaux : sa distribution, l'Île Clarion est extrêmement reculée et uniquement accessible avec une escorte militaire, limitant considérablement le nombre de biologistes qui peuvent accéder à cette zone, l'autre raison viens du et comportement nocturne du serpent et de sa coloration sombre, il est difficile à détecter et fuit la lumière. En raison de l'absence d'observations, les scientifiques avaient présumé que William Beebe avait fourni une localité incorrect pour son spécimen,.

## État de conservation
Alors que les populations actuelles de cette espèce semblent être viable, l'écosystème fragile de l'île Clarion est menacée par des espèces envahissantes comme les chats sauvages sur les îles voisines. Ces chats se nourrissent de lézards, qui sont probablement une source de nourriture pour Hypsiglena unaocularus.

## Publication originale
- Tanner, 1944 : A taxonomic study of the genus Hypsiglena. Great Basin Naturalist, vol. 5, no 3-4, p. 25-92 (texte intégral).